# 子安出入口
子安出入口（こやすでいりぐち）は、神奈川県横浜市神奈川区にある首都高速神奈川1号横羽線の出入口である。上下線とも出入口のあるフルICである。

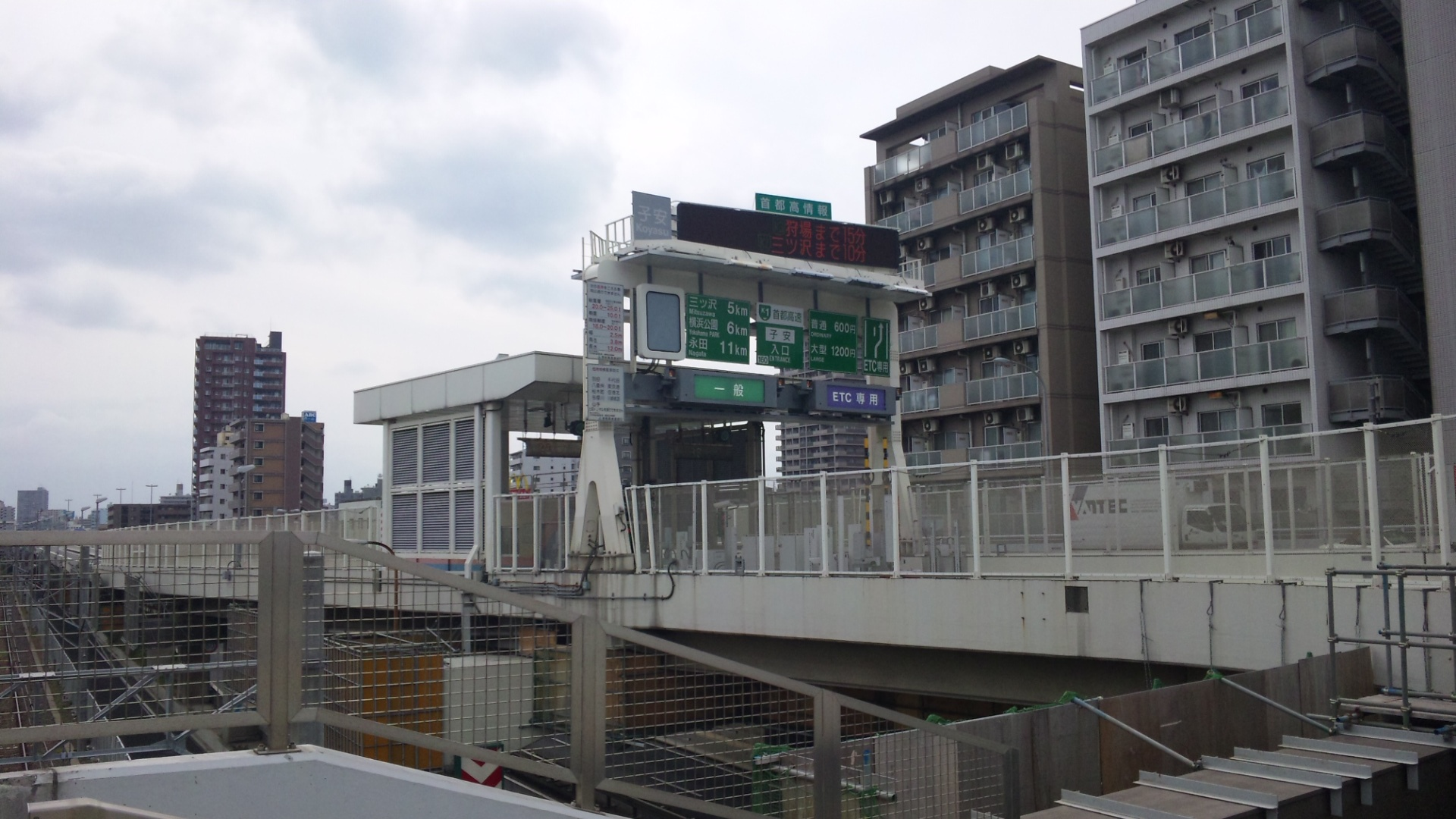
子安料金所下り線

## 料金所
総ブース数；4

### 羽田・銀座方面

#### 入口
- ブース数：2
  - ETC/一般：1
  - 一般：1

### 横浜公園・横浜新道方面

#### 入口
- ブース数：2
  - ETC/一般：1
  - 一般：1

## 接続道路
間接接続
- 国道15号〈第一京浜〉
- 国道1号〈第二京浜〉

## 周辺
- 京急新子安駅
- 新子安駅

## 隣
首都高速神奈川1号横羽線
(157)守屋町出口 - (159)子安出入口（羽田・銀座方面） - (160)子安出入口（横浜公園・横浜新道方面） - (161)東神奈川出入口